# Aporophyla decolor
Aporophyla decolor là một loài bướm đêm trong họ Noctuidae.